# 7 avril 1987
Le mardi 7 avril 1987 est le 97e jour de l'année 1987.

## Naissances
- April O'Neil, actrice pornographique américaine
- Gary Chaynes, pilote de rallyes franco-ivoirien
- Glenn Snyders, nageur néo-zélandais
- Jack Johnson, acteur américain
- Jamar Smith, joueur de basket-ball américain
- Jared Cook, joueur américain de football américain
- Jessica Steffens, joueuse américaine de water-polo
- Loïc Locatelli Kournwsky, auteur de bande dessinée français
- Märyon, chanteuse française
- Magda Żochowska, joueuse polonaise de volley-ball
- Mansoor Al-Harbi, footballeur international saoudien
- Martín Cáceres, footballeur uruguayen
- Mike van Kruchten, athlète néerlandais
- Nick Trenkel, joueuse de rugby canadien
- Patrick Gretsch, coureur cycliste allemand
- Rong Hao, footballeur international chinois
- Søren Rieks, footballeur danois

## Décès
- Ali André Mécili (né en 1940), homme politique franco-algérien
- John Lehmann (né le 2 juin 1907), écrivain britannique
- John P. Livadary (né le 20 mai 1896), ingénieur du son américain
- Maxine Sullivan (née le 13 mai 1911), chanteuse de jazz
- Terry Carr (né le 19 février 1937), écrivain américain